# Myriam Sello-Christian
Myriam Sello-Christian (* 4. Dezember 1917; † 31. März 1970) war eine deutsche Autorin, Schauspielerin, Synchron- und Hörspielsprecherin.

## Leben
Die Zeit des Nationalsozialismus musste Myriam Sello-Christian, eine unter dem Mädchennamen Seligsohn geborene Arzttochter, in der Schweizer Emigration verbringen. Ab Mitte der 1950er Jahre schrieb sie Artikel für Das Magazin. Ab 1960 arbeitete sie die letzten zehn Jahre ihres Lebens als Autorin in der Kulturredaktion der Berliner Zeitung. Sie stand auch für mehrere Filme der DEFA und für das Fernsehen vor der Kamera und sprach für den Rundfunk in einigen Hörspielen.
Myriam Sello-Christian war bis zu ihrem Tod mit dem Schauspieler Norbert Christian (1925–1976) verheiratet und fand ihre letzte Ruhestätte auf dem Zentralfriedhof Friedrichsfelde in Berlin-Lichtenberg.

## Filmografie
- 1958: Der junge Engländer
- 1960: Einer von uns
- 1967: Ein Lord am Alexanderplatz
- 1967: Die gefrorenen Blitze

## Hörspiele
- 1959: Manfred Bieler: Ich bin nicht mein Bruder (Frau Runks) – Regie: Detlev Witte (Hörspiel – Rundfunk der DDR)
- 1960: Richard Groß: Bankrott – Regie: Edgar Kaufmann (Hörspiel – Rundfunk der DDR)
- 1962: Hans Pfeiffer: Salto Mortale – Regie: Hans Knötzsch (Kriminalhörspiel – Rundfunk der DDR)
- 1962: Rolf Schneider: Godefroys (Gertrud) – Regie: Otto Dierichs (Hörspiel – Rundfunk der DDR)

## Synchronisation
- 1983: Jelena Ponsowa als Alice in Die Abenteuer des Burattino  (1959)